# Salsola apterygea
Salsola apterygea är en amarantväxtart som beskrevs av Viktor Petrovitj Botjantsev. Salsola apterygea ingår i släktet sodaörter, och familjen amarantväxter. Inga underarter finns listade i Catalogue of Life.